# Foxcatcher
Pour plus de détails, voir Fiche technique et Distribution.
Foxcatcher est un film américain, basé sur une histoire vraie, réalisé par Bennett Miller et sorti en 2014.
Le film a été présenté au Festival de Cannes 2014 où il remportera le prix de la mise en scène cette année.

## Synopsis
En 1987, le champion olympique de lutte libre Mark Schultz prend la parole dans une école primaire à la place de son frère aîné, Dave. Tous deux sont médaillés d'or olympiques en 1984, mais Mark se sent éclipsé par Dave. Mark est contacté par le philanthrope et passionné de lutte John E. du Pont, héritier de l'entreprise DuPont, qui organise le transport de Mark jusqu'à son domaine en Pennsylvanie, où il a construit un centre d'entraînement de lutte privé. Du Pont invite Mark à rejoindre son équipe de lutte, nommée Foxcatcher, où il sera payé pour s'entraîner pour le championnat du monde. Mark accepte l'offre, du Pont le presse également d'enrôler Dave. Dave refuse pour le bien de sa femme et de ses deux enfants alors Mark déménage seul en Pennsylvanie.
Mark séjourne dans une maison accueillante (Le Chalet) et y est accueilli plus tard dans la nuit par du Pont. Grâce à l'entraînement avec ses nouveaux coéquipiers et au soutien financier de du Pont, Mark excelle avec Foxcatcher et remporte une médaille d'or aux Championnats du monde de lutte de 1987. Du Pont le félicite et ils développent une amitié. Du Pont initie Mark à la cocaïne, qu'il commence à consommer régulièrement. Il se confie à Mark, qu'il considère désormais comme un véritable ami, lui racontant que sa mère, Jean du Pont, a payé un garçon pour qu'il soit son ami. John organise et finance un tournoi de lutte des plus de 50 ans, qu'il remporte car son adversaire a été payé pour perdre le combat final. Cependant, Jean dit à son fils qu'elle croit que la lutte est un sport au rabais et qu'elle n'aime pas le voir se dévaloriser. Un matin, Mark et ses coéquipiers de Foxcatcher font une pause à la place de l'entraînement pour regarder des arts martiaux mixtes (MMA) à la télévision. Irrité par cela (ainsi que par le refus de Mark d'être en présence de son frère dans l'équipe Foxcatcher), John gifle Mark et le réprimande, disant qu'il enrôlera Dave par tous les moyens nécessaires tout en exigeant également que Mark règle son différend avec son frère dès que possible.
Dave décide de déménager avec sa famille en Pennsylvanie afin de pouvoir rejoindre Foxcatcher. Son orgueil blessé par du Pont, Mark décide de travailler et de s'entraîner seul, repoussant à la fois John et Dave. Alors que l’équipe Foxcatcher se prépare à entrer dans le tour préliminaire des Jeux olympiques de 1988 à Séoul, la mère de John arrive à l'improviste dans son gymnase pour le voir entraîner son équipe. Il montre maladroitement des manœuvres de base aux autres lutteurs et Jean, convaincue de son incompétence, part rapidement sans dire un mot.
Aux qualifications olympiques de 1988 à Pensacola en Floride, Mark a de mauvais résultats, il perd son premier combat. Irrité par son échec, il détruit sa chambre et se met à manger de grosses quantités de nourriture, avant que Dave ne parvienne à s'introduire dans sa chambre et s'alarme de l'état de son frère. Ils travaillent fiévreusement pour que Mark perde du poids pour rentrer dans sa catégorie. Pendant que Mark s'entraîne, John arrive et tente de lui parler, mais Dave le repousse. Mark concourt assez bien pour gagner son combat et faire partie de l'équipe olympique. Dave remarque que du Pont est absent, il apprend qu'il est parti pour la Pennsylvanie après avoir appris la mort de sa mère. Mark veut quitter Foxcatcher une fois les Jeux olympiques terminés et il demande à Dave de partir avec lui. Un documentaire financé par John sur ses exploits avec l'équipe Foxcatcher est réalisé, au cours duquel Dave est invité à le féliciter en tant qu'entraîneur et mentor ; il le fait à contrecœur. Mark perd ses combats à Séoul, après quoi il quitte l'équipe Foxcatcher. Dave continue de vivre dans la propriété de John et d'entraîner l'équipe Foxcatcher. Comme condition pour rester, il demande à du Pont de continuer à soutenir Mark financièrement.
Plus tard, John semble déprimé, il est assis seul dans la salle des trophées de son manoir en train de regarder le documentaire sur Foxcatcher qui se termine par Mark le complimentant lors d'une cérémonie survenue plus tôt. John appelle son garde du corps et tous deux se rendent au domicile de Dave. Alors que Dave s'approche de la voiture de John pour le saluer, John sort un pistolet et lui demande s'il a un problème avec lui, avant de lui tirer dessus trois fois et de partir. La femme de Dave, Nancy, court vers son mari, qui meurt dans ses bras. John est rapidement arrêté chez lui par un groupe d’intervention de la police. Le film se termine en montrant Mark alors qu'il participe à un combat en cage sous les acclamations de la foule.

## Fiche technique
- Titre original : Foxcatcher
- Titre français : Foxcatcher
- Titre québécois :
- Réalisation : Bennett Miller

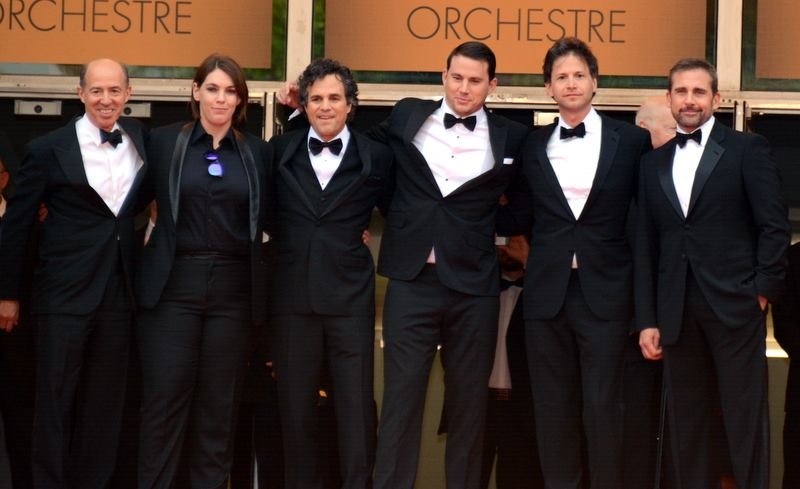
L'équipe du film au festival de Cannes 2014.

- Scénario : E. Max Frye et Dan Futterman
- Direction artistique :
- Décors : Jess Gonchor
- Costumes : Kasia Walicka-Maimone
- Montage : Jay Cassidy, Stuart Levy et Conor O'Neill
- Musique : Mychael Danna et Rob Simonsen
- Photographie : Greig Fraser
- Production : Anthony Bregman, Megan Ellison et Bennett Miller
- Sociétés de production : Annapurna Pictures et Likely Story
- Sociétés de distribution : Sony Pictures Classics (USA)
- Pays d’origine :  États-Unis
- Langue : anglais
- Durée : 130 minutes
- Format : Couleurs - 35 mm - 2.35:1 -  Son Dolby numérique
- Genre : drame
- Dates de sortie[1] :
  - France : 19 mai 2014 (présentation au Festival de Cannes 2014) 21 janvier 2015 (sortie nationale)
  - États-Unis : 14 novembre 2014

## Distribution
| |  |  |
| L'acteur Steve Carell à la première mondiale du film au Festival de Cannes 2014, puis Channing Tatum (à d.) à la première nord-américaine au Festival international du film de Toronto 2014. |  |  |

- Steve Carell (VF : Nicolas Marié) : John Eleuthère du Pont
- Channing Tatum (VF : Stanislas Forlani) : Mark Schultz
- Mark Ruffalo (VF : Rémi Bichet) : Dave Schultz
- Sienna Miller (VF : Ingrid Donnadieu) : Nancy Schultz, femme de Dave
- Anthony Michael Hall (VF : Bernard Bollet) : Jack
- Vanessa Redgrave : Jean du Pont, mère de John
- Guy Boyd (VF : Benoît Allemane) : Henry Beck
- Lee Perkins : Caporal Daly

Sources et légende : Version française (VF) sur RS Doublage et AlloDoublage

## Accueil

### Réception critique
Foxcatcher est largement salué par la critique professionnelle, aussi bien par les pays anglophones qu'en France : sur les 191 critiques collectées par le site Rotten Tomatoes, 87 % sont positives, pour une moyenne de 7,9⁄10, tandis qu'il obtient un score de 81⁄100 sur le site Metacritic, pour 49 critiques. Le site AlloCiné lui attribue une note moyenne de 4,3⁄5, pour 33 critiques. Les performances de Steve Carell, Channing Tatum et Mark Ruffalo ont été saluées,.

### Box-office
| Pays ou région | Box-office      | Date d'arrêt du box-office | Nombre de semaines |
| -------------- | --------------- | -------------------------- | ------------------ |
| États-Unis     | 12 096 300 $    | 8 mars 2015                | 17                 |
| France         | 160 086 entrées | 25 mars 2015               | 9                  |
| Monde          | 19 206 873 $    | 8 mars 2015                | 17                 |

Foxcatcher est d'abord distribué en exploitation limitée durant neuf semaines dans les salles aux États-Unis, où il prend la 24e place du box-office le premier week-end d'exploitation avec 270,877 $ de recettes engrangées dans six salles, pour une moyenne de 45,146 $ par salles. Au cours de sa sortie limitée, il n'est jamais distribué dans plus de 315 salles, tout en ayant engrangé 8 925 260 $.

## Distinctions

### Récompenses
- Festival de Cannes 2014 : Prix de la mise en scène pour Bennett Miller
- Festival du film de Hollywood 2014 : Hollywood Ensemble Cast Award

- American Film Institute Awards 2014 : top 10 des meilleurs films de l'année
- Gotham Awards 2014 : Special Jury Award pour Steve Carell, Mark Ruffalo et Channing Tatum

- Film Independent's Spirit Awards 2015 : Special Distinction Award pour Bennett Miller
- National Society of Film Critics Awards 2015 : meilleur acteur dans un second rôle pour Mark Ruffalo (2e place)

### Nominations et sélections

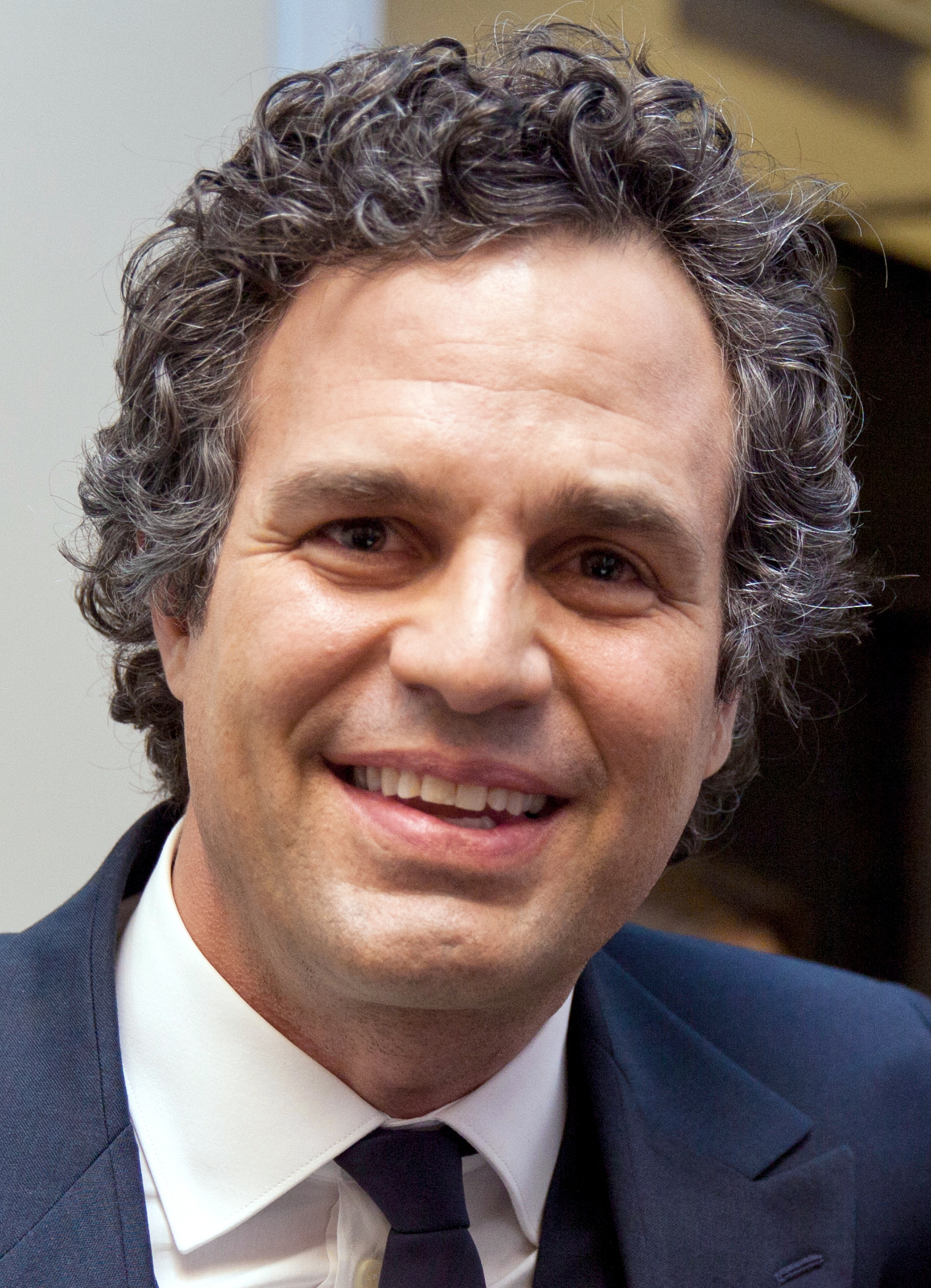
L'acteur Mark Ruffalo, ici l'année de sortie du film, plusieurs fois nommé pour sa performance.

- Festival du film de Telluride 2014
- Festival international du film de Toronto 2014 : sélection « Gala Presentations »

- British Academy Film Awards 2015 : meilleur acteur dans un second rôle pour Steve Carell et Mark Ruffalo
- Critics' Choice Movie Awards 2015 :
  - Meilleur acteur dans un second rôle pour Mark Ruffalo
  - Meilleurs maquillages et coiffures
- Golden Globes 2015 :
  - Meilleur film dramatique
  - Meilleur acteur dans un film dramatique pour Steve Carell
  - Meilleur acteur dans un second rôle pour Mark Ruffalo
- Oscars du cinéma 2015 :
  - Meilleur réalisateur pour Bennett Miller
  - Meilleur acteur pour Steve Carell
  - Meilleur acteur dans un second rôle pour Mark Ruffalo
  - Meilleur scénario original pour E. Max Frye et Dan Futterman
  - Meilleurs maquillages et coiffures pour Bill Corso et Dennis Liddiard
- Satellite Awards 2015 :
  - Meilleur acteur pour Steve Carell
  - Meilleur acteur dans un second rôle pour Mark Ruffalo
- Screen Actors Guild Awards 2015 :
  - Meilleur acteur pour Steve Carell
  - Meilleur acteur dans un second rôle pour Mark Ruffalo
- Vancouver Film Critics Circle Awards 2015 : meilleur acteur dans un second rôle pour Mark Ruffalo
- Writers Guild of America Awards 2015 : meilleur scénario original de film pour E. Max Frye et Dan Futterman